# Debreczeni S. János
Debreczeni S. János vagy Debreczeni Szappanos János (? – 1614 körül) a nagyváradi káptalan levéltárosa, a magyar politikai költészet egyik első képviselője.
1589 Wittenbergben tanult. A váradi káptalan rekvizítoraként (levéltáros) tevékenykedett. Magyar históriája, melynek kiadására Bocskai István 200 forintot hagyott végrendeletében, nem maradt fenn. Ismert művei:
- Propemptica In Discessum Orthodoxae Pietatis, insignis doctrinae, humanitatis, morum suauitatis, et aliarum virtutum laude praestantissimi Viri, Dn. Alexandri R. Szamoskozii, post exhaustos Philosophicos et Theologicos labores, ex inclita Vitebergensium Academia in patriam Vngariam redeuntis, Anno 1589. 3. die Septembris, 1589
- Militaris Congratulatio Comitatus Bihariensis ad ill. Principem et dnum Steph. Botskai de Kis Maria… Debrecini, 1605.
- Conspiratio Kendiana contra serenissim… Transilvaniae Principem… 1610. 4-rét. (Valószínűleg Imreffi János kancellár megbízásából írta meg propagandisztikus célzatú versét az 1595. évi Báthory Gábor elleni összeesküvésről. Szenczi Molnár Albert latinra fordította, Móricz Zsigmond felhasználta egy részletét az Erdély-trilógiában.)
- Christianus Suspirans, Az az, Mind az Eletben, s mind az Halalban, fohaszkodasokkal meg rakodot Nevel es valosaggal való igaz Keresztyen. Debreczen, 1615. (Chasman Otto latin munkájának fordítása)
- Jaj szép hazámnak ékes palotája (Várad pusztulására, 1598)
- Az idvezült fölséges Bocskai Istvánnak ... haláláról
- Így sír a fejér hattyú Neander vize partján (Hodászi Lukács püspök halálára, 1613)
- Verseinek éneklése, megzenésítése: Kobzos Kiss Tamás Énekelt történelem c. lemezén hallható az "Az szép szabadságra"[1] kezdetű, kobozzal kísért, autentikus előadású dal. A Csernobil 4-es Blokk[2] együttes alternatív rock zenei feldolgozása szinesíti a költő emlékezetét.